# Petra Smaržová
Petra Smaržová (4 de junio de 1990) es una deportista eslovena que compitió en esquí alpino adaptado. Ganó dos medallas de bronce en los Juegos Paralímpicos de Invierno en los años 2010 y 2014.

## Palmarés internacional
| Juegos Paralímpicos | Juegos Paralímpicos | Juegos Paralímpicos | Juegos Paralímpicos    |
| Año                 | Lugar               | Medalla             | Prueba                 |
| ------------------- | ------------------- | ------------------- | ---------------------- |
| 2010                | Vancouver (Canadá)  | Medalla de bronce   | Eslalon gigante de pie |
| 2014                | Sochi (Rusia)       | Medalla de bronce   | Eslalon de pie         |